# 신국원
신국원(愼國原, 1953년 4월 24일~)은 대한민국의 신학자, 기독교철학자이며 총신대학교에서 2018년 은퇴해 명예교수이고 현재 웨스트민스터신학대학원대학교에서 초빙교수로 있다. 그는 기독교철학뿐만 아니라 문화연구와 문화신학과 철학적 해석학 연구에 전문가로 평가받는다. 사단법인 기독교세계관학술동역회 이사장이다. 손봉호 박사, 강영안 박사와 더불어 한국의 3대 기독교철학자이며, 신 칼빈주의자로 인정받는다.

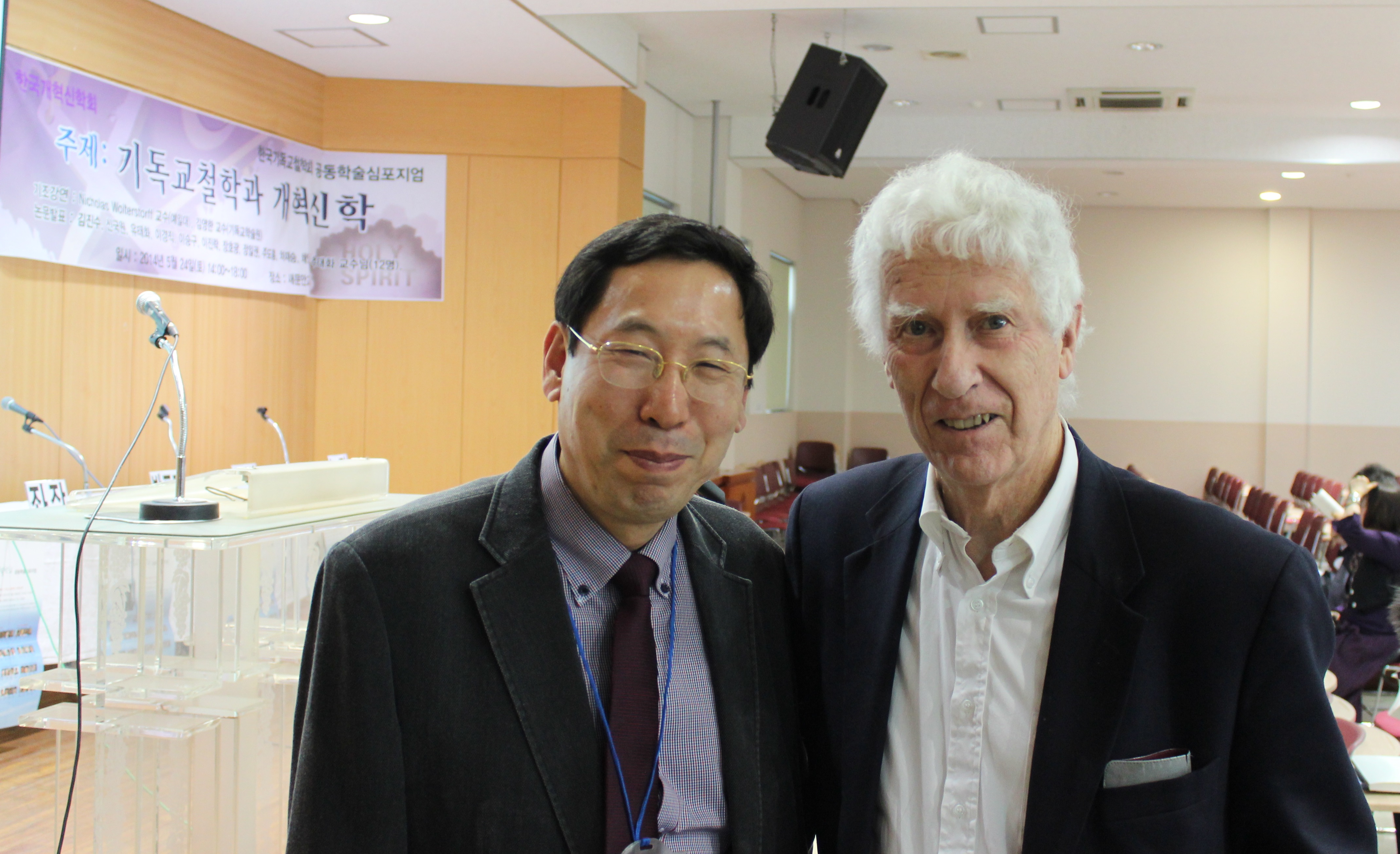
신국원박사와 니콜라스 월터스토프 박사, 새문안교회, 2014년 5월 24일

## 학력
- 총신대학교 신학과 문학사
- 미국 웨스트민스터 신학교(Westminster Theological Seminary in Philadelphia, M.A.
- Westminster Theological Seminary, M.Div.
- Westminster Theological Seminary, Th.M.in Apologetics)
- 네덜란드 암스테드담 자유대학교 (Vrije Universiteit in Amsterdam)(Ph. D.)

## 경력
- 캐나다 토론토의 기독교학문연구소 연구원(junior member, Institute for Christian Studies in Toronto, Ontario, Canada)
- 미국  캘빈 대학교(Calvin College, Grand Rapids) 커뮤니케이션 학과 초청 연구교수 (visiting scholar)
- 일리노이대학교(University of Illionis, Urbana Champaign) 커뮤니케이션 연구소에서 초청 연구교수 (visiting scholar)
- 캘빈대학교 헨리 미터 센터(Henry Meeter Center)의 교수 펠로우(professor fellow)
- 1994년부터 총신대학교 신학과 철학교수
- 캐나다 토론토 중앙장로교회 전도사 (1988-1990)
- 미국 앤아버 성서교회 담임목사
- 왕십리교회 청년부 지도 목사
- 분당중앙교회 협동목사/설교목사
- 성덕중앙교회 설교목사
- 미국 톨리도 한인교회 설교목사
- 충신교회 설교목사
- 현재 웨스트민스터신학대학원 대학교 초빙교수
- 현재 서울 삼일교회 협동목사
- 현재 기독교세계관학술동역회 이사장

## 저서
- Hermeneutic Utopia: Hans-Georg Gadamer's Philosophy of Culture. Toronto: TfT Press, 1994.
- 포스트모더니즘. 서울: IVP, 1998.
- 기독교인의 생활윤리. 서울: 대한예수교장로회총회, 1999.
- 대중문화, 이제는 침묵할 수 없다. (공저) 서울: 예영커뮤니케이션, 2000.
- 신국원의 문화이야기. 서울: IVP, 2002.
- Philosophy as Responsibility. (공저) Lanham: University Press of America, 2002.
- 문화선교의 이론과 실제. (공저) 서울: 예영커뮤니케이션, 2003.
- 변혁과 샬롬의 대중문화론. 서울: IVP, 2004.
- 니고데모의 안경. 서울: IVP, 2005.
- 하나님을 사랑한 철학자 9인 (공저) 서울: IVP, 2005.
- Ethics and Evil in the Public Sphere: Media, Universal Values, and Global Development. (공저) New York: Hampton Press, 2010.
- 뉴 호라이즌 New Horizon, (공저). 서울: 아트미션 (예서원), 2011.
- 예술적 창조성과 영성 (공저). 서울: 아트미션 (예서원), 2012.
- 예술과 창조적 분별력 (공저). 서울: 아트미션 (예서원), 2013.
- 지금 우리는 여기서 무엇을 꿈꾸고 있는가. 서울: 복 있는 사람, 2014
- Christian Higher Education: A Global Reconnaissance (공저), Grand Rapids: Eerdmans, 2014.
- 이미지와 비전 (공저). 서울 아트미션 (예서원).
- 참된 장로교인 (공저). 서울 예장출판사 2015.
- 문서선교사웨슬리 웬트워스 (공저). 서울 IVP, 2015.
- 예술의창조적 영성 (공저). 서울 아트미션 (예서원), 201 7
- Beauty & Eternity (공저). 서울 아트미션 (예서원 ), 2019.
- Christian Mind in the Emerging World: Faith Integration in Asian Contexts and Global Perspectives (공저), Cambridge: Cambridge Scholars Publishing, 2018.
- 전염병과 마주한 기독교 (공저). 서울 다함 2020.

## 번역서
- 변증학. Cornelius VanTil 저. Defense of the Faith. 서울: CLC, 1985.
- 서구사상의 황혼에서. Herman Dooyeweerd 저. In the Twilight of the Western Thought. 서울: 크리스찬다이제스트. 1994.
- 대중문화전쟁. William Romanowski 저. Pop Culture Wars. 서울: 예영커뮤니케이션, 2001.
- 행동하는 예술, Nicholas Wolterstorff저. Art in Action. 서울: IVP, 2010.
- 그리스도인을위한 서양 철학 이야기 , Craig G. Bartholomew & Michael W. Goheen 저 Christian Philosophy. 서울 IVP, 201 9
- 다원주의들과지평들 Richard Mouw & Sander Grieffioen, Pluralisms and Horizons, 서울 IVP, 2021.

## 학술논문
- “Balancing the Extremes: Calvinism as a Mediatory Socio-Cultural Vision," Toronto Journal of Theology 26, Supplement 1 (2010): 55-64
- 한스게오르그 가다머의 철학적 해석학의 문화 사회적 지평 , <해석학 연구> 1 권 (1995): 165-210 외 국내외 학술지 게재 논문 7 0 여편.

## 같이 보기
- 니컬러스 월터스토프
- 한국기독교철학회
- 한국복음주의조직신학회
- 한국장로교신학회
- 한국개혁신학회
- 한국의 신학자 목록
- 개혁신학자
- 손봉호
- 강영안
- 기독교 문화
- 기독교 철학
- 니콜라스 월터스토프